# Fredspaladset
Fredspaladset (nederlandsk Vredespaleis) er en bygning i Haag, Nederlandene, som er hovedsæde for Den Internationale Domstol, Haagakademiet for international ret, Den Faste Voldgiftsret samt Fredspaladsets bibliotek. Fredspaladset huser ofte konferencer om folkeret og internationale relationer.
Det internationale tribunal til pådømmelse af krigsforbrydelser i det tidligere Jugoslavien og Den Internationale Straffedomstol har ikke til huse i Fredspaladset, men ligger andre steder i Haag.
Det første initiativ til Fredspaladset blev taget af Andrew Carnegie i 1900. Han søgte efter Haagkonferensen i 1899 en grund, hvor Haagtribunalet kunne mødes, og hvor et særskilt bibliotek kunde oprettes. Efter nederlandsk lov kunne Haagtribunalet ikke selv købe land, så Carnegie grundlagde Carnegie Foundation med det formål. Derefter skænkede han fonden en formue.
Forslaget til bygningen blev fundet gennem en arkitektkonkurrence. Det vindende forslag blev en nyrenæssancebygning af den franske arkitekt Louis M. Cordonnier. Forslaget blev forfinet af den nederlandske arkitekt Van der Steur. Det omkringliggende landskab blev konstrueret af Thomas Hayton Mawson.
Byggeriet påbegyndtes 1907 og afsluttedes ved en åbningsceremoni den 28. august 1913. Den evigt brændende fredsflamme blev da antændt ved paladsets indgang.